# В останню ніч
«В останню ніч» (інші назви: «Як це було» і «Глаша») — радянський драматичний художній фільм 1933 року, знятий режисером Євгеном Якушкіним на кіностудії «Мосфільм». Фільм зберігся без 3-ї частини.

## Сюжет
Про зростання класової свідомості відсталої працівниці Глаши. Під час громадянської війни вона стає свідком білогвардійських безчинств і попереджає підпільників про небезпеку. Після заняття міста червоними вона йде на фронт, залишивши дитину на піклування заводського колективу.

## У ролях
- Олена Максимова — Глаша
- Іван Клюквін — Федя
- Лев Фенін — полковник Білої армії

## Знімальна група
- Режисер — Євген Якушкін
- Сценарист — Євген Якушкін
- Оператор — Наум Наумов-Страж
- Художники — Георгій Гривцов, Яків Фельдман